# Оттосен (Айова)
Оттосен (англ. Ottosen) — місто (англ. city) в США, в окрузі Гумбольдт штату Айова. Населення — 40 осіб (2020).

## Географія
Оттосен розташований за координатами 42°53′53″ пн. ш. 94°22′32″ зх. д. / 42.89806° пн. ш. 94.37556° зх. д. (42.898088, -94.375547).  За даними Бюро перепису населення США в 2010 році місто мало площу 1,47 км², уся площа — суходіл.

## Демографія
Згідно з переписом 2010 року, у місті мешкало 55 осіб у 23 домогосподарствах у складі 17 родин. Густота населення становила 37 осіб/км².  Було 26 помешкань (18/км²).
Расовий склад населення:
| - 90,9 % — білих |

До двох чи більше рас належало 9,1 %. Частка іспаномовних становила 3,6 % від усіх жителів.
За віковим діапазоном населення розподілялося таким чином: 29,1 % — особи молодші 18 років, 52,7 % — особи у віці 18—64 років, 18,2 % — особи у віці 65 років та старші. Медіана віку мешканця становила 44,8 року. На 100 осіб жіночої статі у місті припадало 89,7 чоловіків;  на 100 жінок у віці від 18 років та старших — 95,0 чоловіків також старших 18 років.
За межею бідності перебувало 39,3 % осіб, у тому числі 78,6 % дітей у віці до 18 років та 22,2 % осіб у віці 65 років та старших.
Цивільне працевлаштоване населення становило 31 осіб. Основні галузі зайнятості: роздрібна торгівля — 32,3 %, освіта, охорона здоров'я та соціальна допомога — 29,0 %, науковці, спеціалісти, менеджери — 19,4 %.